# Brendan Boyce
Brendan Boyce (ur. 15 października 1986 w Letterkenny) – irlandzki lekkoatleta, specjalizujący się w chodzie na 50 kilometrów. Na tym dystansie wystąpił podczas letnich igrzysk olimpijskich 2012, 2016 oraz 2020.
Medalista mistrzostw Irlandii.

## Rekordy życiowe
| Konkurencja                | Wynik    | Miejsce    | Data            |
| -------------------------- | -------- | ---------- | --------------- |
| Chód na 20 kilometrów      | 1:24:31  | Podiebrady | 6 kwietnia 2019 |
| Chód na 50 kilometrów      | 3:48:13  | Olita      | 19 maja 2019    |
| Chód na 5000 metrów (hala) | 19:39,11 | Nenagh     | 6 stycznia 2013 |

## Najlepsze wyniki w sezonie
Chód na 20 kilometrów
| Rok  | Wynik   | Miejsce | Data     |
| ---- | ------- | ------- | -------- |
| 2013 | 1:27:20 | Lugano  | 17 marca |
| 2012 | 1:27:46 | Sarańsk | 12 maja  |
| 2011 | 1:25:27 | Lugano  | 20 marca |

Chód na 50 kilometrów
| Rok  | Wynik   | Miejsce  | Data        |
| ---- | ------- | -------- | ----------- |
| 2012 | 3:55:01 | Londyn   | 11 sierpnia |
| 2011 | 3:57:58 | Naumburg | 24 sierpnia |
| 2010 | 4:08:07 | Dudince  | 27 marca    |